# I División de Ejército (Perú)
La I División de Ejército (I DE) es una división del Ejército del Perú con sede en Piura, departamento de Piura.

## Historia

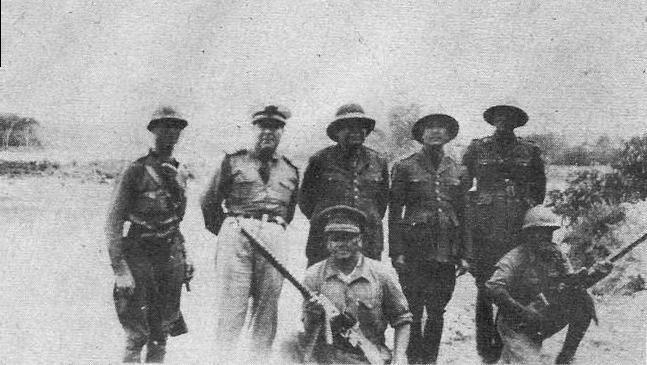
El General Ureta y miembros del Destacamento del Ejército del Norte en 1941.

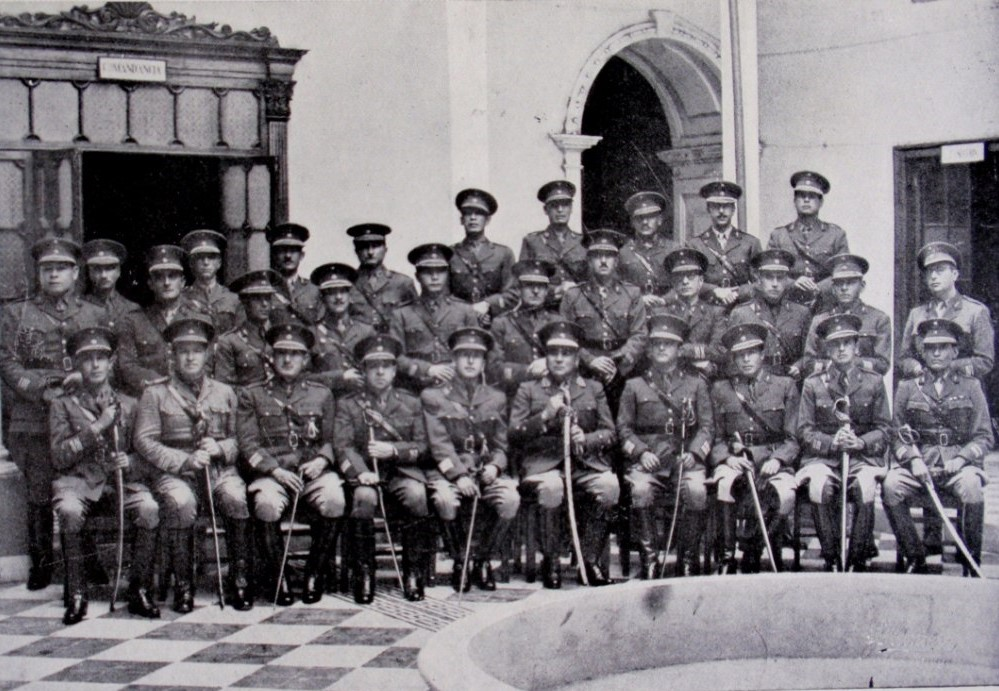
Generales del Destacamento del Ejército del Norte en 1941.

Fundada inicialmente como Región, su sede fue reubicada por la administración de Luis Miguel Sánchez Cerro de Lambayeque a Piura en 1930. Fue luego reorganizado bajo la administración de Manuel Prado y renombrado como Destacamento del Ejército del Norte o Agrupamiento del Norte en enero de 1941, bajo el mando de entonces General Eloy Ureta. Después de hostilidades con Ecuador en julio del mismo año, la división asumió un papel importante durante el conflicto, llevando a cabo una una ofensiva en la costa ecuatoriana.
El Agrupamiento del Norte, antecesor de la 1ra División, estuvo conformada por:
Unidades subordinadas directamente al Cuartel General del Agrupamiento
- Compañía de Transmisiones del Agrupamiento
- Destacamento de Carros (Tanques)
- Regimiento de Caballería Nº 5
- Regimiento de Caballería Nº 7
- Batallón de Infantería Nº 33

1ra División Ligera
- Comando y Cuartel Genera - Piquete
- Sección de Artillería Antiaérea Nº 1
- Batallón de Infantería Nº 1
- Batallón de Infantería Nº 5
- Batallón de Infantería Nº 19 Piura
- Grupo de Artillería Nº 1
- Batallón de Zapadores Nº1

8va División Ligera
- Comando y Cuartel General
- Sección Artillería Antiaérea
- Batallón de Infantería Nº 3
- Batallón de Infantería Nº 20
- Batallón de Infantería Nº 31
- Grupo de Artillería Nº 8
- Destacamento de Carros (Tanques)

En la década de 1960, la unidad volvió a llamarse 1ra Región Militar, por ello sus grandes Unidades de Combate (GUC) pasaron a llamarse "Divisiones". No obstante, estas "divisiones" seguían teniendo el tamaño de una brigada, como lo es el caso de la 8va División de Infantería, acuartelada en Talara - Piura:
8va División de Infantería (1992)
- Compañía de Comando Nº 8
- Compañía de Comunicaciones Nº 8
- Compañía de Policía Militar Nº 8
- Batallón de Infantería Motorizada Nº 3
- Batallón de Infantería Motorizada Nº 31
- Batallón de Infantería Motorizada Nº 17
- Batallón de Infantería Motorizada N° 32
- Grupo de Artillería de Campaña Nº 8
- Batallón de Servicios Nº 8
- Batallón de Ingeniería de Combate Motorizada Nº 8

En 2003 paso a llamarse como Región Militar del Norte. En el 2004, el Ejército, en el marco del "Plan Bolognesi" se reformó, sus "divisiones" pasaron a llamarse brigadas. En 2012, por Decreto Legislativo N° 1137 “Ley del Ejército del Perú”, las regiones militares se convirtieron nuevamente en divisiones del ejército. En consecuencia, se cambió nuevamente el nombre de la unidad por el actual.

## Heráldica
El escudo de armas de la división presenta un Sol de mayo y otros rasgos que representan ciertos elementos de la división.

## Organización
Unidades dependientes de la I DE:
I División de Ejército (Cajamarca - San Ignacio)
- Compañía Policía Militar N.º 111
- Compañía Especial de Comandos N.º 111
- Compañía de Ingeniería Anfibia N.º 111
- Compañía de Comunicaciones N.º 111

9ª Brigada Blindada (Tumbes - Tumbes)
- Batallón de Infantería Blindada N.º 211
- Batallón de Tanques N.º 222
- Batallón de Tanques N.º 223
- Batallón de Ingeniería N.º 211
- Grupo de Artillería Antiaéreo N.º 211
- Grupo de Artillería Blindado N.º 211

1.ª Brigada de Caballería (Piura - Sullana)
- Escuadrón Comando y Servicios N.º 51
- Escuadrón Policía Militar N.º 51
- Escuadrón de Comunicaciones N.º 51
- Regimiento de Servicios N.º 51
- Regimiento de Caballería Blindado N.º 5
- Regimiento de Caballería Blindado N.º 13
- Regimiento de Caballería Blindado N.º 15
- Regimiento de Caballería N.º 7
- Batallón de Ingeniería de Construcción N.º 51
- Grupo de Artillería de Campaña N.º 51

1ª Brigada de Infantería (Tumbes - Zarumilla)
- Compañía Comando N.º 1
- Compañía Policía Militar N.º 1
- Compañía de Comunicaciones N.º 1
- Compañía Antitanque N.º 1
- Compañía Antitanque N.º 8
- Compañía Antitanque N.º 111
- Batallón de Servicios N.º 1
- Batallón de Ingeniería de Construcción N.º 1
- Batallón de Infantería Motorizada N.º 5
- Batallón de Infantería Motorizada N.º 11
- Batallón de Infantería Motorizada N.º 23
- Grupo de Artillería de Campaña N.º 112
- Grupo de Artillería Antiaéreo N.º 113

7ª Brigada de Infantería (Chiclayo- Lambayeque)
- Compañía Comando N.º 7
- Compañía Policía Militar N.º 7
- Compañía de Comunicaciones N.º 7
- Compañía de Desactivación de Explosivos N° 111
- Batallón de Servicios N.º 7
- Batallón de Infantería Motorizada N.º 7
- Batallón de Infantería Motorizada N.º 14
- Batallón de Infantería Motorizada N.º 38
- Batallón de Ingeniería de Combate N.º 7
- Grupo de Artillería de Campaña N.º 9

32ª Brigada de Infantería (La Libertad - Trujillo)
- Compañía Comando N.º 32
- Compañía Policía Militar N.º 32
- Compañía de Comunicaciones N.º 32
- Compañía Especial de Comandos N.º 32
- Batallón de Servicios N.º 32
- Batallón de Infantería Motorizada N.º 6
- Batallón de Infantería Motorizada N.º 37
- Batallón de Infantería Motorizada N.º 323
- Batallón de Ingeniería de Combate N.º 32
- Grupo de Artillería de Campaña N.º 116

6ª Brigada de Selva (Amazonas - Bagua)
- Compañía Comando N.º 116
- Compañía Policía Militar N.º 116
- Compañía de Comunicaciones N.º 116
- Compañía Especial de Comandos N.º 6
- Compañía de Desminado N° 116
- Batallón de Servicios N.º 116
- Batallón de Infantería de Selva N.º 25
- Batallón de Infantería de Selva N.º 32
- Batallón de Infantería de Selva N.º 69
- Batallón de Infantería de Selva N.º 85
- Batallón de Infantería Motorizado N.º 111
- Batallón de Ingeniería de Selva N.º 116
- Batallón de Ingeniería de Construcción N.º 1
- Grupo de Artillería de Campaña N.º 11
- Grupo de Artillería de Campaña N.º 61
- Batería de Artillería Antiaérea N.º 116

1ª Brigada de Artillería - Agrupamiento "Coronel José Joaquín Inclán" (Piura - Piura)
- Grupo de Comando y Observación Nº 111
- Grupos de Artillería de Campaña Nº 1
- Grupos de Artillería de Campaña Nº 111
- Grupos de Artillería de Campaña Nº 121
- Grupos de Artillería de Campaña Nº 502

11ª Brigada de Infantería de Reserva (Piura - Piura)
- Batallón de Infantería de Reserva N° 10
- Batallón de Infantería de Reserva N° 101
- Batallón de Infantería de Reserva N° 103
- Batallón de Infantería de Reserva Nº 104
- Batallón de Infantería de Reserva Nº 105

1ª Brigada de Servicios (Piura)
- Compañía de Sanidad N.º 111
- Compañía de Ingeniería de Servicios N.º 111
- Batallón de Comunicaciones N.º 111
- Batallón de Intendencia N.º 111
- Batallón de Material de Guerra N.º 111
- Batallón de Transportes N.º 111